# Peter J. Ratcliffe
Peter J. Ratcliffe, född 14 maj 1954 i Morecambe i Lancashire, är en brittisk biolog. Han tilldelades Nobelpriset i fysiologi eller medicin 2019 tillsammans med William G. Kaelin Jr. och Gregg L. Semenza för "deras upptäckter av hur celler känner av och anpassar sig efter syretillgång".